# Max von Rumelin
Max von Rumelin (Stoccarda, 15 febbraio 1861 – Tubinga, 30 luglio 1931) è stato un giurista tedesco.

## Biografia
Figlio di Gustav von Rümelin e Marie Rümelin, Max studiò all'Università di Tubinga per poi laurearsi in giurisprudenza presso l'Università di Bonn. Inizialmente insegnò diritto, diritto romano e diritto processuale civile presso l'Università Martin Luther di Halle-Wittenberg. Nel 1895 Rümelin accettò un incarico presso l'Università Eberhard Karls di Tubinga dove ne fu il rettore dal 1906 al 1907. Dal 1908 al 1931 fu rettore dell'Università di Tubinga e dal 1914 consigliere di Stato.
Dal semestre invernale del 1878, Rümelin fu membro dell'associazione studentesca di Tubinga "Akademische Gesellschaft Stuttgardia", che diede forma al liberalismo della Germania meridionale.
Fu uno dei fondatori della cosiddetta "giurisprudenza degli interessi" in contrapposizione alla giurisprudenza dei concetti, A tal proposito osservò, criticando la dogmatica giuridica, che «le sentenze si dovessero emanare in base a una valutazione dei reali interessi in gioco e non in base a concetti e preconcetti dogmatici e astratti».